# Юго-восток штата Парана (мезорегион)
Юго-восток штата Парана (порт. Mesorregião do Sudeste Paranaense) — административно-статистический мезорегион в Бразилии, входит в штат Парана. Население составляет 404 779 человек (на 2010 год). Площадь — 16 936,730 км². Плотность населения — 23,90 чел./км².

## Демография
Согласно сведениям, собранным в ходе переписи 2010 г. Национальным институтом географии и статистики (IBGE), население мезорегиона составляет:
| Полное население                            | Полное население                            | Полное население                            | Полное население                            | 404 779 |
| ------------------------------------------- | ------------------------------------------- | ------------------------------------------- | ------------------------------------------- | ------- |
| в том числе:                                | Городское население                         | 237 119                                     | Процент городского населения, %             | 58,58   |
|                                             | Сельское население                          | 167 660                                     | Процент сельского населения, %              | 41,42   |
|                                             | Мужское население                           | 205 150                                     | Процент мужского населения, %               | 50,68   |
|                                             | Женское население                           | 199 629                                     | Процент женского населения, %               | 49,32   |
| Плотность населения, чел/км²                | Плотность населения, чел/км²                | Плотность населения, чел/км²                | Плотность населения, чел/км²                | 23,90   |
| Население мезорегиона в % к населению штата | Население мезорегиона в % к населению штата | Население мезорегиона в % к населению штата | Население мезорегиона в % к населению штата | 3,88    |

## Статистика
- Валовой внутренний продукт на 2003 год составляет 2 870 571 090,00 реалов (данные: Бразильский институт географии и статистики).
- Валовой внутренний продукт на душу населения на 2003 год составляет 7375,25 реалов (данные: Бразильский институт географии и статистики).
- Индекс развития человеческого потенциала на 2000 год составляет 0,739 (данные: Программа развития ООН).

## Состав мезорегиона
В мезорегион входят следующие микрорегионы:
1. Ирати
2. Прудентополис
3. Сан-Матеус-ду-Сул
4. Униан-да-Витория